# Önerler
 (novembre 2010).
Önerler est un village turc, dans la ville de Çorlu. Il est situé en Thrace orientale, la partie européenne de la Turquie.

## Géographie
Le village a une population d'environ 4 000 habitants[réf. souhaitée].